# Battaglia di Desio
La battaglia di Desio ebbe luogo a Desio il 21 gennaio 1277 tra la famiglia Della Torre e quella dei Visconti per ottenere il controllo su Milano ed il suo contado.

## La guerra civile tra Torriani e Visconti
Gli istituti democratici del Comune di Milano che nel XII secolo avevano saputo dar vita a una classe dirigente capace di riunire il popolo del territorio milanese in una libera forza determinata e coesa, tanto da tener testa alle mire espansionistiche dell'Imperatore Federico Barbarossa, nel corso del XIII secolo vengono progressivamente svuotati del loro senso da una classe politica incapace che sui provvedimenti più importanti per la cosa pubblica riesce soltanto a dividersi, senza rendersi conto di generare sempre più malcontento e instabilità.
Il partito al governo è quello che fa capo alla famiglia dei Della Torre, mentre l'opposizione si stringe attorno a quella dei Visconti.
Solo in maniera molto approssimativa e volendo semplificare il più possibile si può dire che il partito dei Visconti rappresentava gli interessi dei nobili e quello dei Della Torre stava dalla parte dei "populares": in realtà, entrambi i gruppi familiari nobiliari si proponevano alle masse come legittimi difensori degli interessi della Città e della sua gente.
I Della Torre, o Torriani (per via del simbolo araldico della Torre che ornava il loro stemma) imposero propri parenti e prestanome a tutti i più importanti ed influenti istituti politici della Città, in modo tale che il loro Governo non potesse più incontrare seri ostacoli giuridici e formali ed annullando di fatto il sistema di garanzie protodemocratiche che gli Statuti del Comune avevano costruito e tenuto in vita. Grandi opere pubbliche, nuovi interventi urbanistici, una politica aggressiva di conquista di nuovi territori, davano al popolo milanese l'illusione di uno sviluppo inarrestabile del Comune.
L'opposizione alla cui guida stavano i Visconti era focalizzata ad esarcebare gli animi della gente contro il Governo in carica.
Il 22 luglio 1262 Ottone Visconti venne nominato Arcivescovo di Milano, da Papa Urbano IV, deludendo le aspettative dei Torriani i quali premevano perché salisse alla cattedra arcivescovile il loro parente Raimondo della Torre, vescovo di Como. La nomina venne ufficialmente contestata, sulla base di una presunta appartenenza dei Visconti ai movimenti ereticali. I Visconti erano seguaci dei catari, si cominciò a dire, fomentando l'odio confessionale. Quello che interessava era ovviamente il controllo dei ricchissimi beni ecclesiastici; ma la propaganda tentò di nobilitare il conflitto facendolo passare per una sorta di crociata a difesa della vera fede. Fu la guerra civile.
Va detto che i sospetti di collegamenti con i movimenti ereticali dell'epoca, per quanto riguardava i Visconti, non erano fondati solo sulle maldicenze e sulla propaganda. La madre e la sorella di Ottone Visconti, Berta e Beatrice, sembrano essere state vicine ai movimenti ereticali di ispirazione catara dei Poveri di Concorezzo: la stessa Beatrice era diventata moglie di Egidio di Cortenova, espressamente dichiarato eretico da una bolla pontificale. Del resto, la posizione del borgo in cui Ottone aveva mosso i primi passi della sua carriera ecclesiastica, Desio, appunto, poteva favorire contatti con le sedi catare di Mariano Comense e di Concorezzo.
Intanto, la crisi economica si aggravò, cosa che il partito al Governo non sapeva impedire se non confidando in future e improbabili conquiste militari e inasprendo le misure di polizia e di mantenimento dell'ordine pubblico.

## La battaglia: giovedì 21 gennaio 1277
La guerra civile, con alterne vicende, si protrasse per una dozzina di anni, inasprendosi sempre più: nel gennaio 1277 la situazione di crisi era ormai ai massimi livelli.
Le truppe dei Ribelli o dei Banditi (come i Torriani chiamavano le forze dei Visconti) stavano tentando un attacco da Nord: da Ovest e Sud, infatti, erano stati ripetutamente respinti con gravi perdite (si ricorda a proposito la Battaglia della Guazzera, combattuta nel 1276 lungo le rive di un fangoso torrentello in località Ranco, comune del territorio di Varese, a poca distanza da Angera, in cui perdettero la vita i principali generali ed esponenti familiari dei Visconti). Le pianure e la brughiera (chiamata "groana") dell'Ovest, infatti, erano il campo di battaglia più favorevole per la potente cavalleria corazzata dell'esercito di Milano - da Nord invece, soprattutto dopo che Como, da sempre rivale di Milano, aveva deciso di unirsi alla causa ribelle, l'attacco a Milano sembrava più agevole. Il territorio della Brianza infatti, con le sue colline addossate l'una all'altra e i suoi fitti boschi, rendeva più facili gli attacchi a sorpresa, le rapide e devastanti incursioni contro le colonne nemiche, e gli agguati ai convogli e ai rifornimenti che venivano dal Nord Europa - in particolare dalla Germania, alleata ufficiale del Comune di Milano, legato all'Impero tedesco da una sorta di vincolo di protettorato.
I generali milanesi si erano peraltro resi subito conto del pericolo che poteva rappresentare il territorio del Nord e per questo, già da qualche anno, avevano provveduto a far abbattere le fortificazioni brianzole per evitare che, cadute in mano dei Ribelli, ne potessero diventare capisaldi, creando una rete inattaccabile di fortificazioni e presidi.
Avevano però risparmiato le fortificazioni del borgo di Desio, paese a dieci miglia da Milano, perché proprio in questo centro abitato convergevano le tre strade che provenivano dai confini settentrionali: quella da Como, quella da Erba e quella da Lecco. Dalla torre di vedetta del borgo di Desio si potevano controllare i movimenti del nemico che tentasse una calata dal fronte settentrionale ed è proprio per questo che il 20 gennaio 1277 l'esercito milanese uscì dalla città per andare ad accamparsi nel borgo fortificato.
Il borgo doveva essere un crocevia importante: da tempo era capo di pieve e se pensiamo al fatto che Ottone Visconti, in gioventù, agli esordi della sua carriera ecclesiastica, era stato Canonico Prevosto proprio a Desio, riusciamo a intuire qualcosa dell'importanza non solo strategica del paese.
La strategia che avevano in mente i generali milanesi è facilmente ricostruibile: avevano cominciato a stanziare nel borgo circa 500 cavalieri corazzati che il giorno dopo sarebbero stati raggiunti dalla fanteria (e dal famoso Carroccio che da un secolo accompagnava simbolicamente la fanteria milanese), per arrivare così a un totale di circa 900 uomini. A questi, in capo a pochi giorni, si sarebbero uniti altri 500 cavalieri corazzati, che avevano appena respinto un attacco ribelle alle porte di Lecco (probabilmente Civate, snodo fondamentale della strada che portava a Lecco, che lì si restringeva in un passaggio obbligato, chiusa a nord dal Monte Cornizzolo e dai Corni di Canzo e a Sud dal Lago di Annone, ma secondo altri i milanesi erano riusciti a fermare i ribelli già a Cantù). L'idea era molto probabilmente quella di attaccare le forze ribelli da due lati: a quanto risultava, l'esercito dei Visconti, guidato da Riccardo di Langosco, era composto perlopiù da fanti e da arcieri, per un totale di circa 1200 uomini, e la pesante cavalleria milanese ne avrebbe avuto facilmente ragione. Sbaragliata l'avanguardia nemica, l'esercito torriano si sarebbe riunito in un unico contingente per muovere contro Como verso una vittoria che sarebbe stata certamente definitiva.
Ma ormai il Governo si era irrecuperabilmente inimicata la popolazione, mentre, dal canto loro, le forze dell'opposizione avevano abilmente cavalcato il malcontento e l'esasperazione della gente: fu così che quella notte gli abitanti di Desio tradirono il proprio Governo e passarono apertamente dalla parte dei Ribelli. Fu una corsa contro il tempo: una buona parte dell'esercito ribelle era già arrivato poco lontano da lì, a Seregno; ma se fossero arrivati i rinforzi milanesi che i Torriani attendevano da Lecco, i Visconti avrebbero dovuto ripiegare, e tornare verso Como. Era davvero questione di ore. Ecco allora diventare determinante l'intervento del popolo desiano sulle cui modalità effettive le fonti sono divise, anche se concordano nell'indicarlo come fattore decisivo delle sorti della battaglia.
Infatti c'è chi sostiene che nottetempo qualcuno (i più sono propensi a credere sia stato il nuovo Prevosto del Borgo, Don Leonardo - altre fonti invece parlano di un certo Malexeratis, infiltrato di Seregno) uscì dal borgo per andare ad avvertire i Visconti dell'ottima occasione che si presentava per un attacco a sorpresa; c'è chi dice invece che furono i Visconti ad attaccare per primi, convincendo la popolazione di Desio a ribellarsi e ad aprire le porte del borgo; fatto sta che all'alba del 21 gennaio 1277 l'attacco a sorpresa contro le forze del Governo riuscì e il borgo di Desio venne espugnato.

## Dopo la battaglia: conseguenze e memoria
La battaglia fu vinta dai Visconti: Francesco della Torre fu ucciso e il fratello Napo, il Signore di Milano, fu fatto prigioniero per essere portato a morire in carcere nella torre del Castel Baradello, a Como.
La tanto enfatizzata battaglia fu in realtà, da un punto di vista militare, poca cosa. I viscontei non brillarono certo per coraggio ed ebbero la meglio innanzitutto per la disparità delle forze e per il fattore sorpresa oltre che per una buona dose di fortuna. Sarebbe stata una scaramuccia di poco conto e un incidente di percorso assolutamente rimediabile per i Della Torre se non fosse avvenuta la cattura di Napo, il Signore di Milano e il capo indiscusso della casata. Questo fatto ebbe un effetto psicologico devastante che determinò il cambiamento del corso degli eventi.
La portata storica dell'evento fu chiara subito già ai contemporanei: Stefanardo da Vimercate, canonico al seguito dell'Arcivescovo Ottone Visconti, ne esaltò le gesta vittoriose nel poema in latino Liber de rebus gestis in civitate Mediolani.
I Visconti salirono ovviamente al Governo di Milano e del suo territorio e provvidero subito a coprire tutte le istituzioni comunali con i propri uomini di fiducia - né più né meno di ciò che avevano fatto i Torriani prima di loro, tant'è che i Torriani sopravvissuti, in capo a pochi anni, sarebbero riusciti a trovare abbastanza sostegno per ricostruire un esercito e riprendere la guerra civile; ma al momento alla popolazione sembrò di essere stata liberata dalla tirannia per entrare in un nuovo periodo di pace e il nuovo Capo del Popolo, Matteo Visconti, giovane nipote di Ottone, venne salutato come "il Grande" - e nessuno si rese conto probabilmente che con lui iniziava la Signoria di Milano. Ad ogni modo, il 21 gennaio divenne festività pubblica e per secoli nel Duomo si celebrò una Messa solenne in cui al Gloria venivano fatte suonare le chiarine militari.
Un pregevole ciclo di affreschi, conservato solo in parte, nella Sala dello Zodiaco della Rocca di Angera rievoca i momenti salienti della vittoria dei Visconti, concentrandosi principalmente sulla figura dell'Arcivescovo: nella scena più famosa di questo ciclo si vede Ottone Visconti, a cavallo, che, avvolto in un mantello con cappuccio nero, magnanimamente leva la mano a impedire con gesto imperioso l'esecuzione di Napo Torriani il quale, inginocchiato nel fango, giunge le mani come implorando pietà, mentre un soldato con il simbolo dei Visconti dipinto sullo scudo (il famoso Biscione) sta per calargli la spada sul collo, pronto a decapitarlo senza tante cerimonie (forse è il giovane conte Riccardo di Langosco che, come racconta Stefanardo, era pronto a vendicarsi così della morte del fratello Goffredo, fatto giustiziare da Napo dopo la Battaglia della Guazzera). Lo stile e il tratto dei disegni ricordano quelli dei maestri miniaturisti d'oltralpe ed è per questo che la critica li attribuisce alle stesse mani che attorno al 1342-1356 avrebbero decorato i volumi di argomento cavalleresco della biblioteca che i Visconti avevano a Milano.
Va detto, peraltro, che dell'intervento dei Desiani negli affreschi non c'è traccia. Ma si può sempre pensare che la scena della battaglia fosse descritta proprio in quella parte di affreschi distrutta dall'umidità.
Una tradizione locale, non attestata però da alcuna fonte storica, vuole che i vincitori fossero entrati vittoriosi nel borgo fortificato coperti dal rumore degli zoccoli del popolo di Desio schierato dalla loro parte: su questo spunto, dal 1989, ogni anno per l'inizio di giugno a Desio viene rievocato questo avvenimento tramite il "Palio degli Zoccoli", una festa folkloristica della durata di una settimana, in cui varie contrade si sfidano in una corsa a staffetta con gli zoccoli ai piedi compiendo per due volte il giro della Piazza della Basilica.
Il racconto "Tu vipera gentile" della scrittrice Maria Bellonci comincia dall'ingresso di Ottone Visconti in Milano dopo la battaglia di Desio per poi seguire le vicende di Matteo Visconti alle prese con la rinnovata guerra civile.
Alla battaglia è ispirato anche lo spettacolo C'era una volta la rivolta, di Dimitri Patrizi, attore e regista desiano.

### Fonti
- Fratris Stephanardi de Vicomercato, Liber de Rebus Gestis in Civitate Mediolani, a cura di G. Calligaris, in RISS, n.e. IX, 1, Coi tipi della casa editrice S. Lapi, Città di Castello,  1912
- Galvanei Flammae, Manipulus Florum, ed. L. Muratori, in RISS, XI, Milano 1727, coll. 703 s.
- Annales Placentini Gibellini, ed. P. Jaffè, in MGH, SS,XVIII, Hannoverae 1863, pp. 564 s.
- A.S.M., Fondo religione p. a., cart. 170

### Opere storiografiche
- P. Giovio, Le vite de i dodici Visconti e di Sforza prencipi di Milano, Vinegia, 1558
- T. Calchus, Mediolanensis historiae patriae libri viginti, Mediolani, 1627
- B. Corio, Historia di Milano, Padova, 1646
- G. Giulini, Memorie spettanti alla storia, al governo ed alla descrizione della città e della campagna di Milano ne' secoli bassi, VIII, Milano
- P. Verri, Storia di Milano, I, Milano, 1783
- G. Vagliano, Sommario delle vite ed azioni degli arcivescovi di Milano da San Barnaba sino al governo presente, Milano, 1715
- C. Varese, Torriani e Visconti, scene casalinghe, pubbliche e storiche della vita milanese nel secolo XV, volume I, Ved. di A. F. Stella e Giacomo figlio, Milano, 1839
- G. Franceschini, La vita sociale e politica nel Duecento, in Storia di Milano della Fondazione Treccani degli Alfieri, IV, Milano, 1954, pp. 115–392
- E. Cattaneo, Ottone Visconti Arcivescovo di Milano, in Contributi all'Istituto di Storia Medievale, I, Milano, 1968 (Scienze storiche, 10), pp. 129–165
- A. Bosisio, Storia di Milano, Giunti, Milano, 1978
- A. Peruffo, La battaglia di Desio 1277. L'ascesa dei Visconti e la sconfitta dei Torriani. Ediz. illustrata, illustratore: L.S. Cristini, Soldiershop, coll: Battlefield, 2019

### Storiografia locale
- A. Barzaghi, P. Malberti, Storia di Desio, I, Edizione della Amministrazione Comunale di Desio, Desio, 1983
- M. Brioschi, Note storiche sulla Battaglia di Desio, in 4° Palio degli Zoccoli, Desio 1992
- A. Cappellini, Desio e la sua pieve, Edizione del Comune di Desio, Desio, 1972